# 松毓

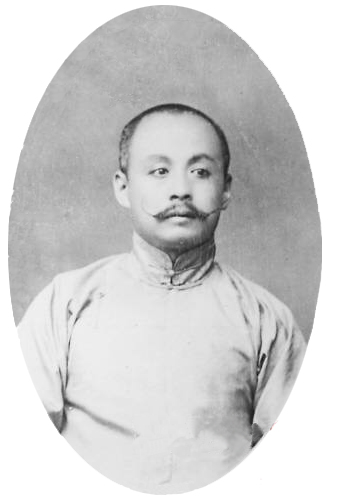

松毓（1863年—1929年），字秀涛，满族，赫舍里氏（何氏），满洲镶蓝旗人，吉林省吉林府温德河子屯（今属吉林市）人。中国民主革命家。

## 生平
松毓早年曾任黑龙江省绥化兵备道、吉林特用道，为亲戚绥远将军、钦差大臣贻谷推荐。光绪三十二年（1906年），与曾留学日本的学友以及吉林的中国同盟会会员同组吉林地方自治会，并任会长。1907年，他创办《自治报》以及自治研究所，并参与创立了吉林省商务总会。1908年，他任吉林公民保路会会长，此后他通过努力，从日本人手中夺回吉长铁路筑路权。后来他创办竞权女子学院、毓文中学，还创办了《公民报》(今《吉林日报》的前身）。
1911年武昌起义爆发后，他组建奉天联合急进会吉林分会，并任会长。此后他致信孙中山，呼吁革命政府北伐，解救东三省人民，同时捐20根金条作为资助。
1912年8月25日，国民党在北京湖广会馆召开了国民党成立大会，他出席大会，并被推举为参议。
后来，他退出政界。1929年，松毓逝世。

## 家庭
- 子：何裕康